# Efferia fuscipennis
Efferia fuscipennis är en tvåvingeart som först beskrevs av Macquart 1847.  Efferia fuscipennis ingår i släktet Efferia och familjen rovflugor. Inga underarter finns listade i Catalogue of Life.